# Llista de Béns Culturals d'Interès Nacional del Pallars Sobirà
Llista de Béns Culturals d'Interès Nacional del Pallars Sobirà inscrits en el Registre de Béns Culturals d'Interès Nacional (BCIN) del Departament de Cultura de la Generalitat de Catalunya per a la comarca del Pallars Sobirà. Inclou els béns immobles més rellevants del patrimoni cultural que tenen la categoria de protecció de major rang com a unitat singular, conjunt, espai o zona amb valors culturals, històrics o tècnics.
L'any 2018, el Pallars Sobirà comptava amb 34 béns culturals d'interès nacional classificats en 30 monuments històrics, 2 conjunts històrics i 2 d'altres. A continuació es mostren les últimes dades disponibles ordenades per municipis.

## Patrimoni arquitectònic
| Monument                                                             | Protecció       | Estil/època               | Localització                                                | Coordenades                                          | Codi?         | Imatge |
| -------------------------------------------------------------------- | --------------- | ------------------------- | ----------------------------------------------------------- | ---------------------------------------------------- | ------------- | --- |
| Casal dels Castellarnau, Força o Torre d'Alins, Cal Coix, el Colomer | BCIN 262-MH     | Obra popular XV-XVI       | Alins C. de la Unió                                         | 42° 32′ 54″ N, 1° 19′ 05″ E / 42.548384°N,1.318133°E | RI-51-0006225 | Carregueu una nova foto d'aquest monument                                                                                                  |
| La Força d'Àreu                                                      | BCIN 770-MH     | Obra popular Medieval     | Alins                                                       | 42° 35′ 30″ N, 1° 19′ 27″ E / 42.591663°N,1.324225°E | RI-51-0006226 | La Força d'Àreu (Alins) · Vegeu més fotos d'aquest monument · Carregueu una nova foto d'aquest monument                                    |
| Torre de les Bruixes                                                 | BCIN 771-MH     | Obra popular Medieval     | Alins                                                       | 42° 32′ 59″ N, 1° 19′ 10″ E / 42.549771°N,1.319437°E | RI-51-0006228 | Torre de les Bruixes (Alins) · Vegeu més fotos d'aquest monument · Carregueu una nova foto d'aquest monument                               |
| La Força de Tor                                                      | BCIN 772-MH     | Obra popular Medieval     | Alins                                                       | 42° 34′ 18″ N, 1° 23′ 53″ E / 42.571678°N,1.397930°E | RI-51-0006227 | La Força de Tor (Alins) · Vegeu més fotos d'aquest monument · Carregueu una nova foto d'aquest monument                                    |
| Església de Sant Joan d'Isil o de Gil                                | BCIN 5-MH       | Romànic XI-XII            | Alt Àneu Gil                                                | 42° 40′ 33″ N, 1° 05′ 05″ E / 42.675959°N,1.084677°E | RI-51-0001232 | Església de Sant Joan d'Isil (Alt Àneu) · Vegeu més fotos d'aquest monument · Carregueu una nova foto d'aquest monument                    |
| Església de la Immaculada d'Isil, de Sant Joan d'Isil, o de Gil      | BCIN 264-MH-EN  | Gòtic, barroc XVI         | Alt Àneu                                                    | 42° 40′ 45″ N, 1° 05′ 09″ E / 42.679227°N,1.085711°E | IPA-290       | Església de la Immaculada d'Isil (Alt Àneu) · Vegeu més fotos d'aquest monument · Carregueu una nova foto d'aquest monument                |
| Església de Sant Llorenç d'Isavarre                                  | BCIN 265-MH     | Romànic XII               | Alt Àneu                                                    | 42° 39′ 03″ N, 1° 06′ 03″ E / 42.650957°N,1.100811°E | RI-51-0010158 | Església de Sant Llorenç d'Isavarre (Alt Àneu) · Vegeu més fotos d'aquest monument · Carregueu una nova foto d'aquest monument             |
| Església de Sant Andreu de València d'Àneu                           | BCIN 275-MH     | Romànic XII               | Alt Àneu C. de l'Església, València d'Àneu                  | 42° 38′ 04″ N, 1° 06′ 39″ E / 42.634438°N,1.110728°E | RI-51-0010156 | Església de Sant Andreu de València d'Àneu (Alt Àneu) · Vegeu més fotos d'aquest monument · Carregueu una nova foto d'aquest monument      |
| Castell de València d'Àneu                                           | BCIN 760-MH     | Medieval                  | Alt Àneu València d'Àneu                                    | 42° 37′ 57″ N, 1° 06′ 59″ E / 42.632437°N,1.116322°E | RI-51-0006233 | Castell de València d'Àneu (Alt Àneu) · Vegeu més fotos d'aquest monument · Carregueu una nova foto d'aquest monument                      |
| Torre de defensa                                                     | BCIN 761-MH     | Obra popular XIV          | Alt Àneu Son                                                | 42° 37′ 15″ N, 1° 05′ 48″ E / 42.620759°N,1.096699°E | RI-51-0006234 | Torre de defensa (Alt Àneu) · Vegeu més fotos d'aquest monument · Carregueu una nova foto d'aquest monument                                |
| Església dels Sant Just i Sant Pastor de Son del Pi                  | BCIN 1961-MH-EN | Romànic XI-XII            | Alt Àneu Pl. Església, Son                                  | 42° 37′ 15″ N, 1° 05′ 48″ E / 42.620903°N,1.096719°E | RI-51-0010157 | Església dels Sants Just i Pastor de Son del Pi (Alt Àneu) · Vegeu més fotos d'aquest monument · Carregueu una nova foto d'aquest monument |
| Castell de Peramea                                                   | BCIN 499-MH     | Obra popular XI-XII       | Baix Pallars Peramea                                        | 42° 19′ 48″ N, 1° 02′ 53″ E / 42.330055°N,1.047939°E | RI-51-0006259 | Carregueu una nova foto d'aquest monument                                                                                                  |
| Torre de la Presó de Gerri                                           | BCIN 500-MH     | Medieval                  | Baix Pallars Gerri de la Sal                                | 42° 19′ 27″ N, 1° 03′ 52″ E / 42.324237°N,1.064442°E | RI-51-0006260 | Carregueu una nova foto d'aquest monument                                                                                                  |
| Torre de guaita                                                      | BCIN 501-MH     | Obra popular XII          | Baix Pallars Gerri de la Sal                                | 42° 19′ 33″ N, 1° 03′ 58″ E / 42.325822°N,1.066173°E | RI-51-0006261 | Carregueu una nova foto d'aquest monument                                                                                                  |
| Vila de Gerri de la Sal                                              | BCIN 1934-CH    | Romànic, obra popular XII | Baix Pallars                                                | 42° 19′ 26″ N, 1° 03′ 53″ E / 42.323844°N,1.064690°E | RI-53-0000483 | Vila de Gerri de la Sal (Baix Pallars) · Vegeu més fotos d'aquest monument · Carregueu una nova foto d'aquest monument                     |
| Església de Santa Maria de Gerri                                     | BCIN 1935-MH    | Romànic XII               | Baix Pallars Pg. del Monestir, Gerri de la Sal              | 42° 19′ 20″ N, 1° 04′ 00″ E / 42.322150°N,1.066684°E | RI-51-0009083 | Església de Santa Maria de Gerri (Baix Pallars) · Vegeu més fotos d'aquest monument · Carregueu una nova foto d'aquest monument            |
| Alfolí de la Sal de Gerri                                            | BCIN 1941-MH    | Obra popular XVIII        | Baix Pallars Pl. Major, Gerri de la Sal                     | 42° 19′ 25″ N, 1° 03′ 50″ E / 42.323478°N,1.064027°E | RI-51-0009119 | Alfolí de la Sal de Gerri (Baix Pallars) · Vegeu més fotos d'aquest monument · Carregueu una nova foto d'aquest monument                   |
| Poble de Peramea                                                     | BCIN 1942-CH    | Obra popular Medieval     | Baix Pallars                                                | 42° 19′ 46″ N, 1° 02′ 53″ E / 42.329444°N,1.048109°E | RI-53-0000488 | Poble de Peramea (Baix Pallars) · Vegeu més fotos d'aquest monument · Carregueu una nova foto d'aquest monument                            |
| Torre dels Moros                                                     | BCIN 831-MH     | Obra popular Medieval     | Espot                                                       | 42° 34′ 29″ N, 1° 05′ 08″ E / 42.574804°N,1.085685°E | RI-51-0006319 | Torre dels Moros (Espot) · Vegeu més fotos d'aquest monument · Carregueu una nova foto d'aquest monument                                   |
| La Torrassa                                                          | BCIN 832-MH     | Medieval                  | Espot                                                       | 42° 34′ 14″ N, 1° 08′ 25″ E / 42.570613°N,1.140256°E | RI-51-0006320 | Carregueu una nova foto d'aquest monument                                                                                                  |
| Castell de Llort                                                     | BCIN 833-MH     | Obra popular Medieval     | Espot                                                       | 42° 34′ 21″ N, 1° 08′ 11″ E / 42.572405°N,1.136443°E | RI-51-0006321 | Castell de Llort (Espot) · Vegeu més fotos d'aquest monument · Carregueu una nova foto d'aquest monument                                   |
| Monestir de Sant Pere del Burgal                                     | BCIN 127-MH     | Romànic XI                | La Guingueta d'Àneu Escaló                                  | 42° 32′ 46″ N, 1° 10′ 02″ E / 42.545989°N,1.167226°E | RI-51-0001230 | Monestir de Sant Pere del Burgal (la Guingueta d'Àneu) · Vegeu més fotos d'aquest monument · Carregueu una nova foto d'aquest monument     |
| Església de Santa Maria d'Àneu                                       | BCIN 136-MH     | Romànic XI, XVI           | La Guingueta d'Àneu Escalarre                               | 42° 36′ 55″ N, 1° 07′ 45″ E / 42.615381°N,1.129204°E | RI-51-0001429 | Església de Santa Maria d'Àneu (la Guingueta d'Àneu) · Vegeu més fotos d'aquest monument · Carregueu una nova foto d'aquest monument       |
| Torre d'Escaló                                                       | BCIN 929-MH     | Obra popular Medieval     | La Guingueta d'Àneu Escaló                                  | 42° 32′ 55″ N, 1° 09′ 17″ E / 42.548492°N,1.154616°E | RI-51-0006347 | Torre d'Escaló (la Guingueta d'Àneu) · Vegeu més fotos d'aquest monument · Carregueu una nova foto d'aquest monument                       |
| Portals i murs d'Escaló                                              | BCIN 930-MH     | Obra popular Medieval     | La Guingueta d'Àneu Escaló                                  | 42° 32′ 53″ N, 1° 09′ 22″ E / 42.548159°N,1.156004°E | RI-51-0006346 | Portals i murs d'Escaló (la Guingueta d'Àneu) · Vegeu més fotos d'aquest monument · Carregueu una nova foto d'aquest monument              |
| Castell de Lladorre                                                  | BCIN 966-MH     | Medieval                  | Lladorre                                                    | 42° 37′ 12″ N, 1° 14′ 50″ E / 42.620016°N,1.247287°E | RI-51-0006368 | Castell de Lladorre · Vegeu més fotos d'aquest monument · Carregueu una nova foto d'aquest monument                                        |
| Castell de Rialb                                                     | BCIN 1394-MH    | Gòtic Medieval            | Rialp                                                       | 42° 26′ 41″ N, 1° 08′ 02″ E / 42.444765°N,1.134005°E | RI-51-0006453 | Castell de Rialb (Rialp) · Vegeu més fotos d'aquest monument · Carregueu una nova foto d'aquest monument                                   |
| Torre d'en Virós i restes vila closa                                 | BCIN 1395-MH    | Obra popular Medieval     | Rialp                                                       | 42° 26′ 38″ N, 1° 08′ 05″ E / 42.443780°N,1.134714°E | RI-51-0006454 | Carregueu una nova foto d'aquest monument                                                                                                  |
| Recinte fortificat de Vilamur                                        | BCIN 1578-MH    | Romànic XI                | Soriguera Vilamur                                           | 42° 22′ 47″ N, 1° 09′ 42″ E / 42.379739°N,1.161553°E | RI-51-0006488 | Recinte fortificat de Vilamur (Soriguera) · Vegeu més fotos d'aquest monument · Carregueu una nova foto d'aquest monument                  |
| Castell de Sort                                                      | BCIN 1579-MH    | Romànic, gòtic XI-XV      | Sort                                                        | 42° 24′ 45″ N, 1° 07′ 47″ E / 42.412373°N,1.129826°E | RI-51-0006489 | Castell de Sort · Vegeu més fotos d'aquest monument · Carregueu una nova foto d'aquest monument                                            |
| Castell de Tírvia                                                    | BCIN 1623-MH    |                           | Tírvia                                                      | 42° 30′ 54″ N, 1° 14′ 34″ E / 42.515051°N,1.242793°E | RI-51-0006504 | Carregueu una nova foto d'aquest monument                                                                                                  |
| Creu de terme de Ribera de Cardós                                    | BCIN 4105-MH    | Gòtic XV                  | Vall de Cardós Pl. Mn. Cinto Verdaguer, 1, Ribera de Cardós | 42° 33′ 50″ N, 1° 13′ 40″ E / 42.563784°N,1.227712°E | IPA-25687     | Creu de terme de Ribera de Cardós (Vall de Cardós) · Vegeu més fotos d'aquest monument · Carregueu una nova foto d'aquest monument         |

## Patrimoni arqueològic
| Monument          | Protecció | Estil/època                                        | Localització             | Coordenades                                          | Codi?      | Imatge                                    |
| ----------------- | --------- | -------------------------------------------------- | ------------------------ | ---------------------------------------------------- | ---------- | ----------------------------------------- |
| Incisions d'Arati | BCIN ZA   | Lloc amb representació gràfica sobre pedra, gravat | Alins Borda d'en Gallart | 42° 34′ 00″ N, 1° 19′ 39″ E / 42.566603°N,1.327623°E | IPAPC-7790 | Carregueu una nova foto d'aquest monument |

A més, alguns monuments històrics estan inclosos també en l'Inventari del Patrimoni Arqueològic i Paleontològic de Catalunya (IPAPC) per tenir protegit igualment el seu subsol o l'entorn.